# الآثار القديمة لجاوة

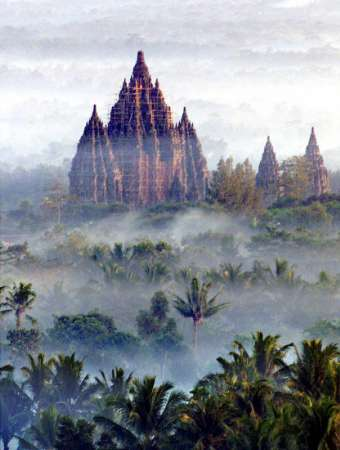
مجمع معبد برامبانان

الآثار القديمة لجاوة يوجد المئات من المعالم الدينية الحجرية القديمة في جزيرة جاوة في إندونيسيا. يعرف تاريخهم باسم الحلوى في التاريخ الإندونيسي، ويعود هذا التاريخ إلى الفترة الكلاسيكية المبكرة للحضارة الجاوية، والتي بدأت في الجزء الأول من القرن الثامن الميلادي وتنتهي بعد 900 ميلادي. تم بناء غالبية المعالم ما بين 780م و860م، على الرغم من أن الحضارة التي أوجدتها موجودة لعدة قرون.

## التاريخ
توجد أقدم المعابد الهندوسية الباقية في جاوة في هضبة ديينغ وهي أقدم المباني الحجرية المعروفة في الجزيرة. تم بناء الهياكل لتكريم أسلاف الإله دي هيانج وليس من أجل راحة الناس. يعتقد أن عددهم في الأصل يصل إلى 400، لكن 8 فقط تبقت اليوم. كانت هياكل ديينغ صغيرة الحجم وسهلًا نسبيًا، لكن الهندسة المعمارية تطورت بشكل كبير بعد 100 عام فقط، حيث قامت مملكة ماتارام الثانية ببناء مجمع برامبانان بالقرب من يوجياكارتا، حيث يعتبر أكبر وأرقى مثال للهندسة المعمارية في جاوة. تم بناء النصب البوذي المدرج في قائمة التراث العالمي بوروبودور من قبل أسرة سيليندرا ما بين 750 و850 بعد الميلاد، ولكن تم التخلي عنه بعد فترة وجيزة من اكتماله نتيجة لتراجع البوذية وانتقال السلطة إلى جاوة الشرقية. يحتوي النصب على عدد كبير من المنحوتات المعقدة التي تحكي قصة بينما ينتقل المرء إلى المستويات العليا، ويصل إلى التنوير المجازي. مع تدهور مملكة ماتارام أصبحت جاوة الشرقية محور العمارة الدينية بأسلوب مفعم بالحيوية يعكس التأثيرات الشيفاوية والبوذية والجاوية، وهذا الانصهار كان سمة الدين في جميع أنحاء جاوة.
تم تغيير مخطط وتخطيط المعبد الجاوي من التخطيط المركزي والمركز والرسمي للفترة الجاوية الوسطى (القرن الثامن إلى العاشر) إلى التخطيط الخطي، وغالبًا ما يكون غير متماثل بعد تضاريس موقع فترة جاوة الشرقية (القرن 11 - 15). يقع المعبد الرئيسي لمعابد جاوة المركزية مثل مجمع معبد سيوو في وسط المجمع المحاط بمعابد بيروارا، بينما يقع المعبد الرئيسي من فترة جاوة الشرقية مثل مجمع المعابد بيناتران في خلف المجمع، بعيدًا عن المدخل، وغالبا ما بنيت على أعلى الأرض من مجمع المعبد. لا تزال قواعد تصميم المعابد الجاوية الشرقية تتبعها معابد بالينية عن كثب.